# Proverbes vignerons
 (novembre 2020).

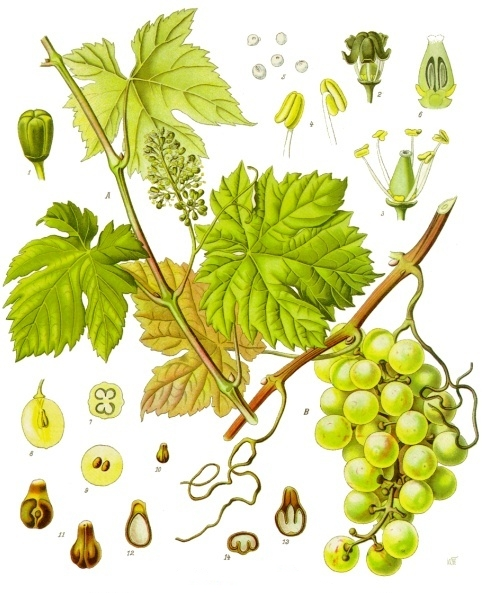
La vigne, une liane folle que le vigneron a tenté de comprendre et de domestiquer à travers dictons et proverbes

Les proverbes vignerons ont servi à l'élaboration d'un calendrier pour les travaux de viticulture et de vinification dans les régions viticoles françaises.  
Les connaissances scientifiques actuelles rendent certains proverbes désuets, et manquant de précision. Si certaines indications spécifiques sont souvent communes à plusieurs provinces ou régions, d'autres peuvent se contredire en fonction du terroir et du climat. 
Pour tenter de codifier, de génération en génération, les rythmes de la vigne, les vignerons ont créé nombre de proverbes et de dictons. Chaque mois de l'année possède des dictons qui constatent, conseillent, et traduisent les nécessités et les besoins d'une culture qu'il faut en permanence protéger du gel, de la grêle, qui peuvent craindre la pluie ou la souhaiter.

## Janvier

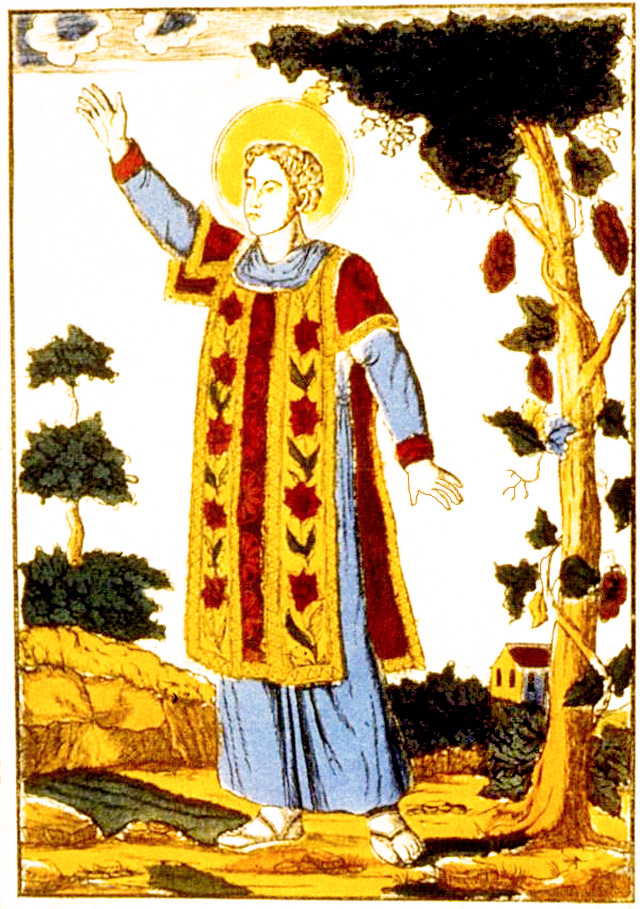
Saint-Vincent, patron des vignerons

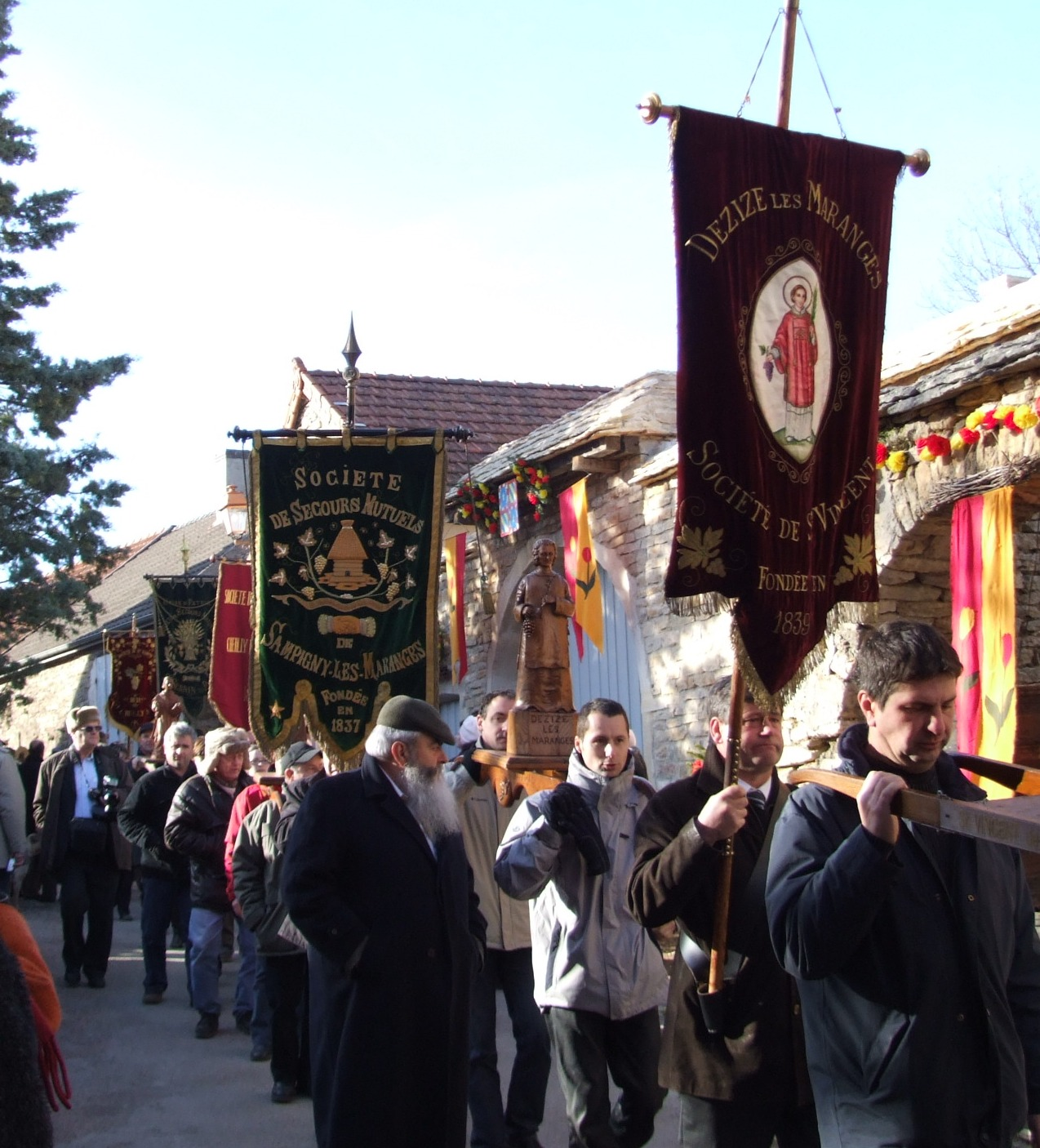
Fête de la Saint-Vincent tournante à Saint-Romain en Bourgogne

Le vigneron souhaite un mois sans pluie, sans nuage et même froid, quoiqu'un peu de pluie en début du mois soit bénéfique.  
- Janvier sec et beau, emplit caves et tonneaux.
- Pluie aux Rois[N 1], blé jusqu'au toit et dans les tonneaux du vin à flots[1].
- Saint Antoine[N 2] sec et beau, remplit la cave et le tonneau[2].
- Saint Vincent[N 3] clair, beaucoup de vin ; saint Vincent couvert, peu de pain.
- Soleil pour Saint Vincent porte grain et vin, s'il pleut peu de grain et peu de vin[3].
- Saint Vincent clair et beau, met du vin comme de l'eau.
- Si saint Vincent est clair et beau, on boira plus de vin que d'eau[2].
- À la saint Vincent, le vin monte aux sarments.
- Prends garde à saint Vincent, car si ce jour tu viens et sens que le soleil est clair et beau, tu auras moins de vin que d’eau.
- Froid et soleil à la Saint Vincent, remplit de vin les caves[3].

Pour le reste, fataliste, il s'en remet aux prophéties d’Ézéchiel qui règlent l’épineuse question des quantités et/ou des qualités des récoltes. 
- Quand janvier entre par dimanche, peu sera de froment et peu sera de vin.
- Quand lundi commencera janvier, les blés mourront en terre et vides seront les tines.
- Quand mardi sera le premier jour du mois qu’on nomme janvier, du blé, du vin, du miel seront en grande abondance.
- Quand viendront les estrennes au mercredi, bons seront les froments et bons seront les vins[N 4].
- Quand les estrennes seront au jeudi, huile, pain et vin auront assez.
- Quand janvier entre par vendredi, on doit cultiver les vignes et les blés aussi.
- Quand le mois de janvier entre par samedi, le vin sera assez petit.

## Février
En dépit du repos de la vigne, la pluie est crainte mais un temps couvert est bénéfique. 
- Pour la Chandeleur, l’ours fait trois sauts hors de sa tanière. Si le temps est couvert, il  s’en va. S’il fait soleil, il rentre et ne sort pas de quarante jours.
- S'il tonne en février, jette tes tonneaux sur le fumier.
- À la sainte Agathe[N 5], prends ta bouteille et va à la vignette, si tu n'y vas pas pour travailler, vas-y pour y goûter[4].
- S'il tonne en février monte tes barriques au grenier

## Mars

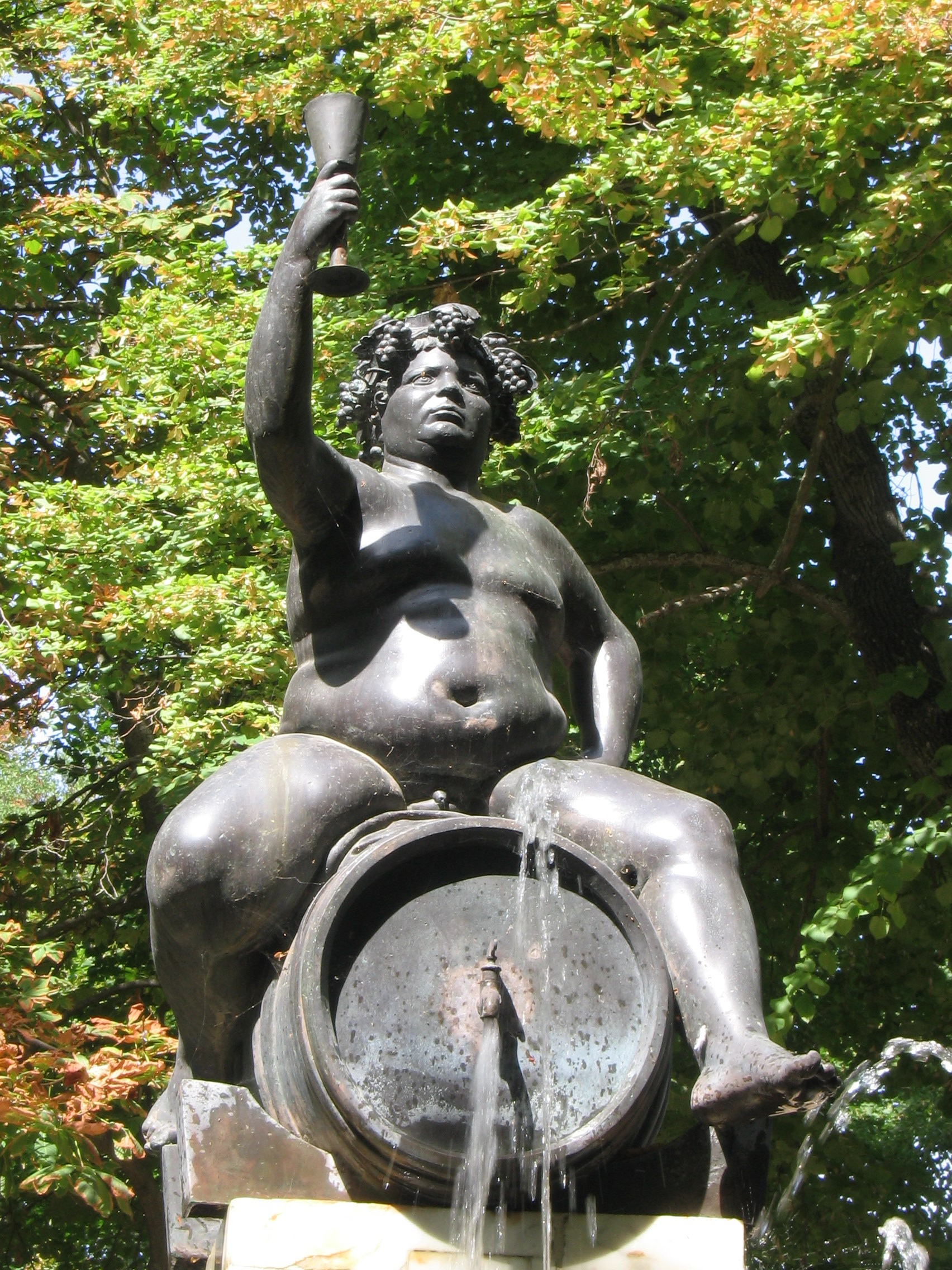
Le tonneau de Bacchus

Les travaux reprennent à la vigne qui craint encore les gelées. La pluie est bienvenue mais pas toujours. 
- Taille tôt, taille tard, rien ne vaut la taille de mars[5].
- En mars me lie, en mars me taille ; je rends tout quand on m'y travaille.
- Tonnerre en mars, pain et vin de toutes parts.
- Mars trouble, met le vin au double.
- Quand en mars il tonne, Bacchus emplit la tonne.
- Mars sec et chaud, remplit cuves et tonneaux[6].
- Quand il gèle à la saint Albin[N 6], ni foin ni vin[7].
- Quand il pleut à Saint Albin, il n'y a ni foin ni vin[7].
- Gelée de la saint Rupert[N 7], le vigneron sait ce qu'il perd.

## Avril
Le vigneron désire de la pluie mais surtout un départ de végétation pas trop rapide. 
- Vent de mars et pluie d'avril font gonfler le baril.
- Quand il tonne en avril, il faut apprêter son baril[N 8].
- Bourgeon qui pousse en avril met peu de vin au baril[N 9].
- Quand avril tombe à l'eau, vigneron répare le fond de ton tonneau.
- Pour que les rats ne mangent pas le raisin, il faut tailler vendredi saint.
- Tant que la lune rousse n'est pas passée, le vigneron n'est pas rassuré.
- Si à la Saint Georges[N 10] les vignes sont sans bourgeons, hommes, femmes et enfants doivent se réjouir[7].
- La pluie le jour de la saint Robert[N 11], de bon vin emplira ton verre.
- Avril frais donne pain et vin, si mai est froid il ne reste rien.

Gravures sur bois de Petra de Crescentia, 1493
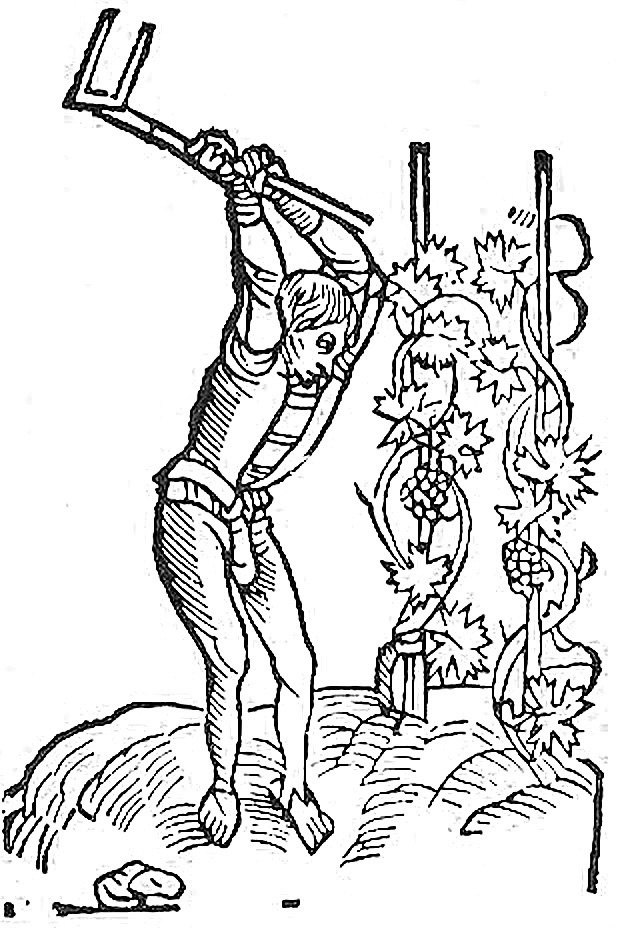
Binage
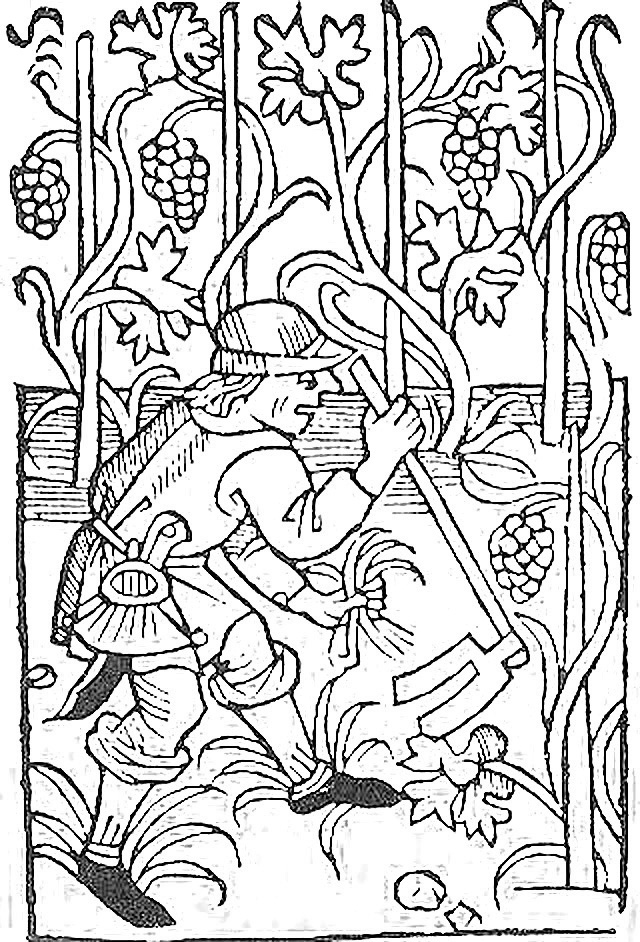
Désherbage
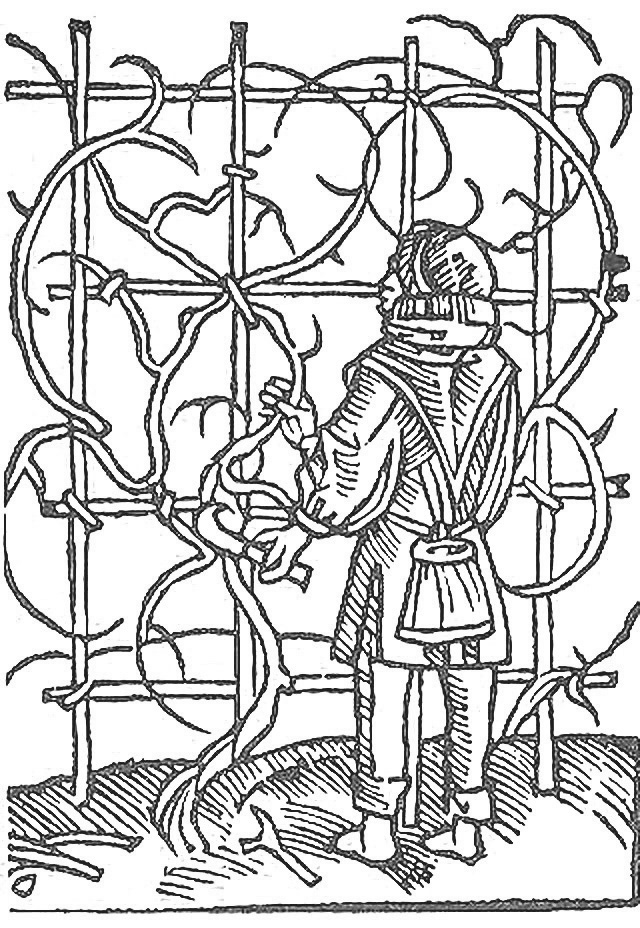
Taille
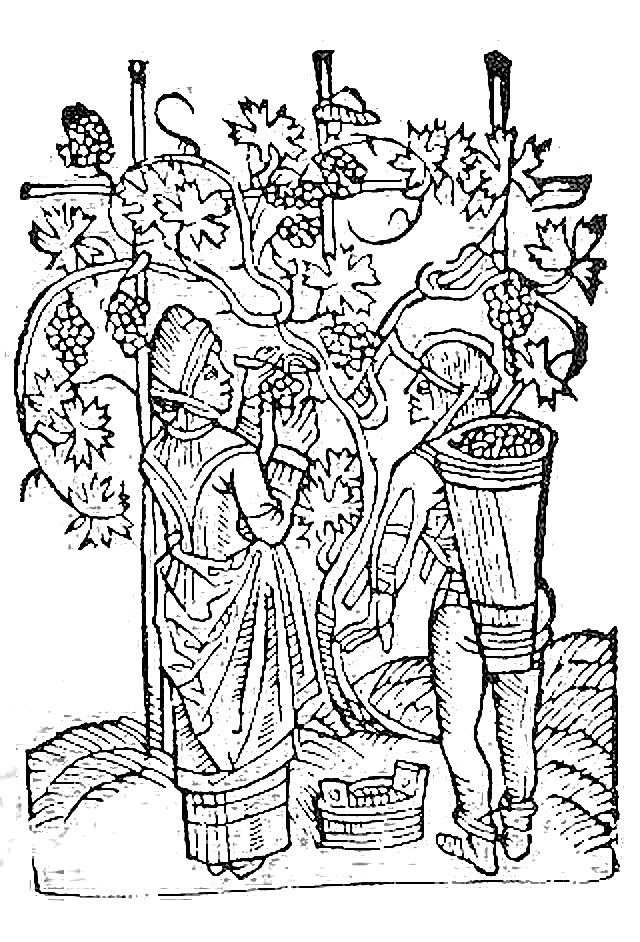
Vendange

## Mai

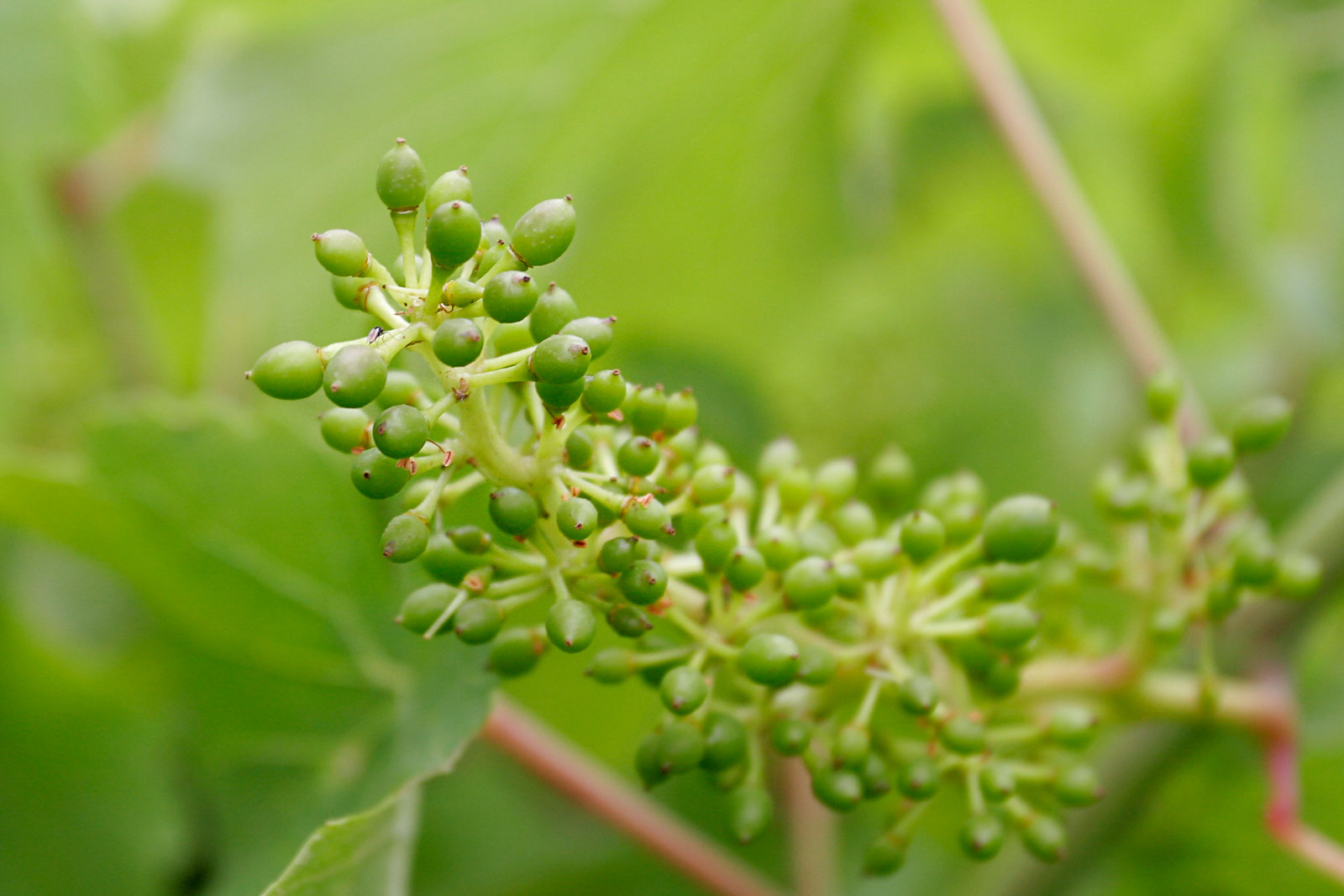
Jeune grappe de raisin

C'est le mois où les conseils les plus contradictoires se heurtent et se chevauchent. 
- Bourgeon de mai emplit le chai[8].
- Quand le raisin naît en mai, il faut s'attendre à du mauvais.
- Si le raisin naît en mai, la pluie de mai ne se perd jamais.
- Quand il pleut à la saint Philippe[N 12], il ne faut ni tonneau ni pipe[9].
- Les trois associés[10] sont gens sévères et font enrager le vigneron et le jardinier[7].
- Les trois hommes[10] sans pluie portent bénédiction pour la vigne[7].
- À la saint Honoré[N 13], s'il fait gelée, le vin diminuera de moitié[11].
- S'il gèle à la saint Bernardin[N 14], adieu le vin. S'il pleut à la saint Bernardin, tu peux dire adieu à ton vin[12]
- Que la saint Urbain[N 15] ne soit passée, le vigneron n'est pas rassuré.
- À la saint Urbain, ce qui est aux vignes ne vaut rien.
- À la saint Urbain, ce qui est à la vigne est au vilain[13].
- Froid mai, chaud juin, donnent pain et vin[14].

C'est le dernier mois des plus rentables ventes de vin 
- Celui ne sait que vendre vin, qui de mai n'attend la fin[15].

Et ne sachant plus à quel saint se vouer, le vigneron revient aux rites antiques et se fie à nouveau aux augures des Ambarvalies de Cérès, célébrées le 29 mai par ses ancêtres. Ce sont les Rogations. 
- Le premier jours des Rogations[N 16], mène le temps des fenaisons, le second celui des moissons, le dernier celui des vendanges.

## Juin

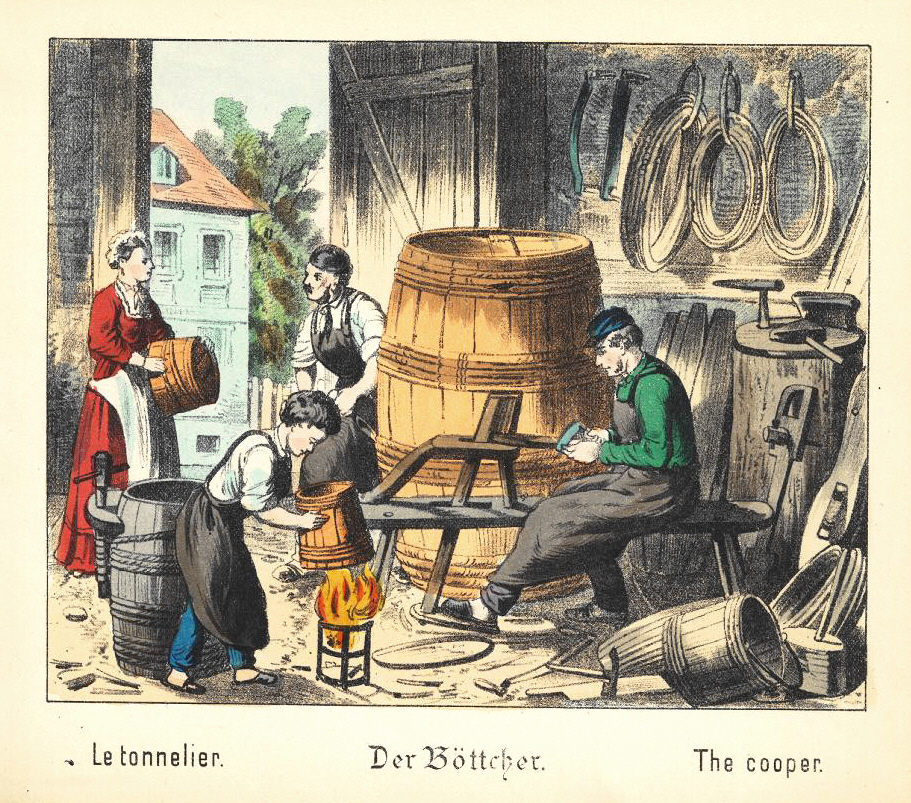
Préparation des tonneaux

Les certitudes reviennent : surtout pas de pluie ! 
- Juin pluvieux vide grenier et celliers[16].
- Fleur de juin n’engendre point de pépin.
- En juin, prépare autant de tonneaux que tu compteras de jours beaux[17].
- Quand il pleut à la saint Médard[N 17], la vendange diminue d'un quart.
- Quand il pleut à la saint Médard, il pleut pendant quarante jours, sauf si saint Barnabé[N 18]s'en mêle.
- S'il pleut pour la Saint Vit[N 19], le vin ne fera pas de même[7].
- Si la vigne commence à fleurir pour la Saint Vit, le paysan prévoit bon vin[7].
- Ô belle Trinité, de trois sources, une de lait, une de miel, une de vin[N 20]
- Eau de la saint Jean[N 21] ôte le vin et ne donne pas de pain[18].
- S'il pleut la veille de la saint Pierre[N 22], la vinée sera réduite au tiers[19],[17].
- S'il fait beau temps à la Saint Pierre les mugnai et boulangers peuvent aller boire du vin[20].

## Juillet

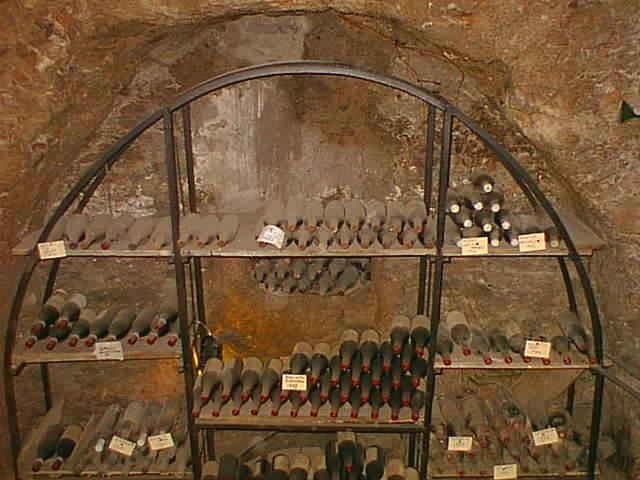
Cave aménagée dans un tombeau antique de la Via Appia

Faut-il de la pluie ? Les avis sont partagés. 
- En juillet, petite pluie du matin est bonne pour le vin.
- Si juillet est beau, prépare les tonneaux[21].
- Juillet ensoleillé, emplit cave et grenier[2].
- Rosée de saint Savin[N 23], rosée de vin[22].
- À la Madeleine[N 24], la noix est pleine, le raisin formé, le blé refermé.
- Saint Jacques[N 25] pluvieux, donne vin sans feu.
- Pour la sainte Anne, ton premier panier de raisins, toute l'année te sera rendu plein[23].

## Août

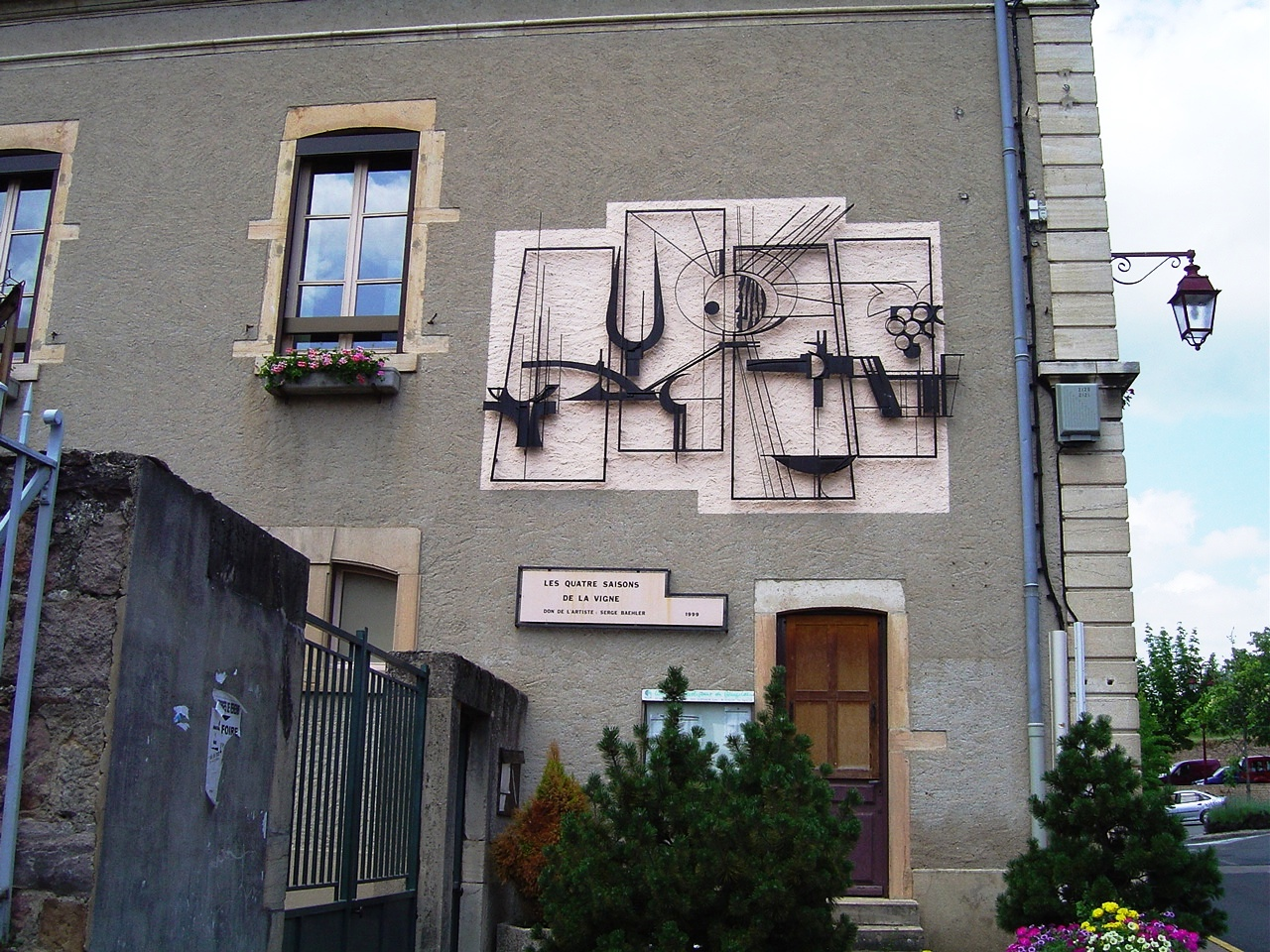
Les quatre saisons de la vigne (Île-de-Ré)

Dans ce mois précédant les vendanges, il faut du soleil mais surtout de l'eau, de l'eau et encore de l'eau. 
- S'il pleut en août, il pleut du miel et du moût.
- Pluie d'août, donne des olives et du moût.
- Éclairs et tonnerre d'août, abondance de grappes et de moût.
- Qui veut avoir du bon moût, laboure sa vigne en août.
- Août fait le moût.
- Saint Just[N 26] de pluie fait raisin pourri.
- S'il pleut à la mi-août, le vin ne sera pas doux[24].
- Si à la Saint Laurent[N 27], pluie et soleil, il y aura très bon vin[7].
- Il n'est pas bon que pour la Saint Laurent la vigne germe encore[7].
- Saint Laurent avec la canicule, bonne année dans la cave[7].
- C'est vers la saint Hippolyte[N 28] que le raisin change au plus vite[25].
- Pluie de la saint Fabrice[N 29], emplit verre et calice[17].
- Si Barthélemy[N 30] fait ciel d'ange, beaucoup de fruits, belles vendanges.
- Saint Barthélemy plein de soleil brûlant fait bon vin et vigne robuste[20].
- Pluie fine de la saint Augustin[N 31], c'est comme s'il pleuvait du vin[17].
- En août, comme aux vendanges, ni fêtes ni dimanches.
- Au mois d'août, tout raisin prend du goût, en septembre, il est bon à suspendre[26].

## Septembre
Avant les vendanges, il faut s'inquiéter du ciel tout en préparant la vigne et la cave. 

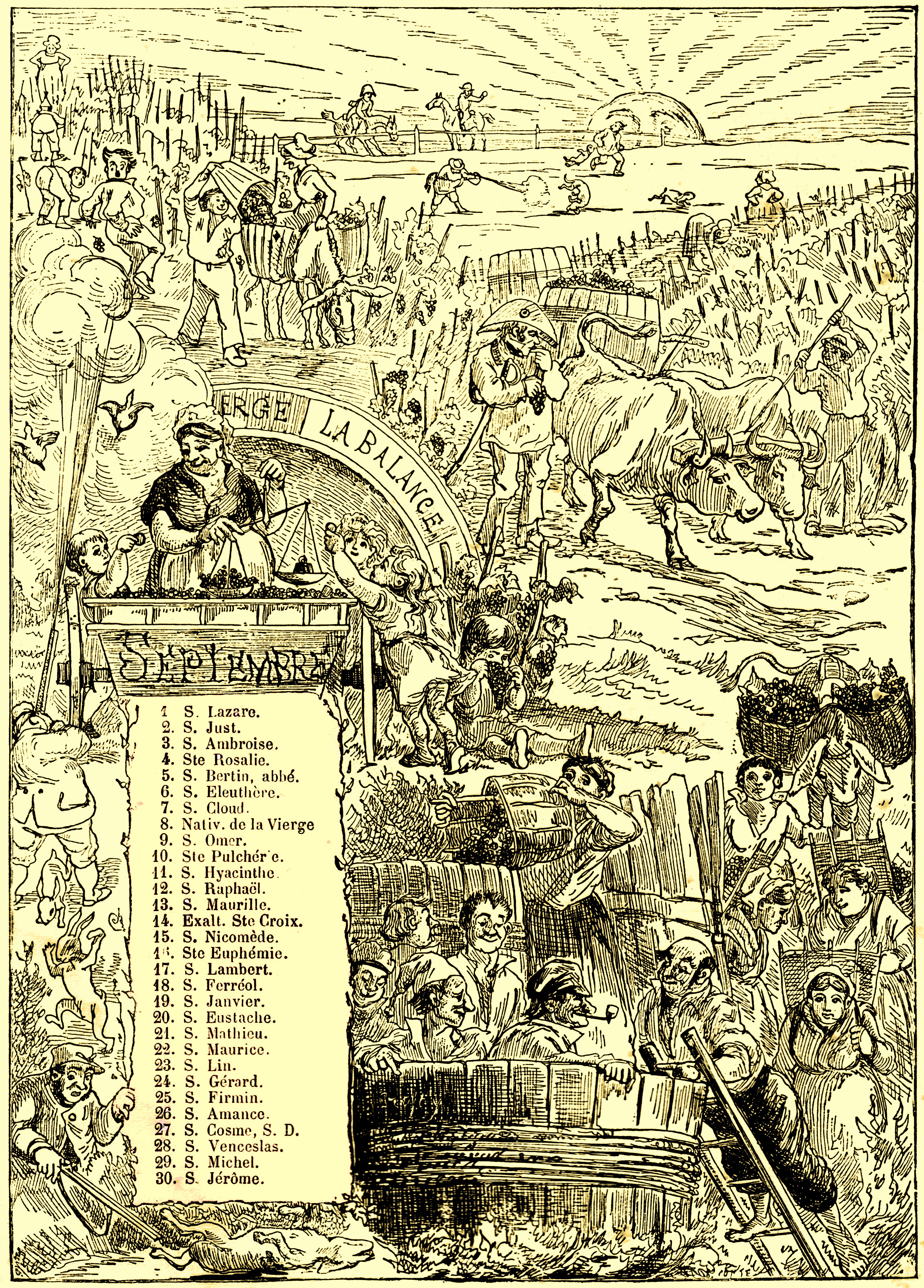
Le mois de septembre, gravure du XIXe siècle

- En septembre, si l'osier fleurit, le raisin mûrit.
- En septembre, quand il tonne, la vendange est bonne[27].
- En septembre, pluie fine est bonne pour la vigne[27].
- Étoiles qui filent en septembre, tonneaux trop petits en novembre[28].
- Comète en septembre, vin à revendre.
- Cent jours après qu’en ton jardin le lys blanc ait fleuri, si tu veux du bon vin tes raisins ont assez mûri.
- Au mois de septembre, les raisins sont bons à prendre[29].
- Avant le saint Grégoire[N 32], il faut tailler (effeuiller) pour boire[30].
- S'il pleut à la saint Grégoire, autant d'eau que de vin à boire[31].
- À Notre-Dame de septembre[N 33], tout raisin est bon à prendre[32].
- Ciel bleu à la sainte Isabelle[N 34], te donnera vendange belle[30].
- Rosé de saint Albin[N 35], il y aura du bon vin[32].
- Gelée de saint Eustache[N 36] grossit le raisin qui tache[32].
- Cueille à la saint Matthieu[N 37] le raisin si tu veux.
- Si saint Matthieu pleure au lieu de rire, le vin au vinaigre vire[32].
- Vent et gel à la Saint Michel[N 38] font mal à la vigne et au raisin[20].  - Septembre : le mois des vendanges

Septembre : le mois des vendanges
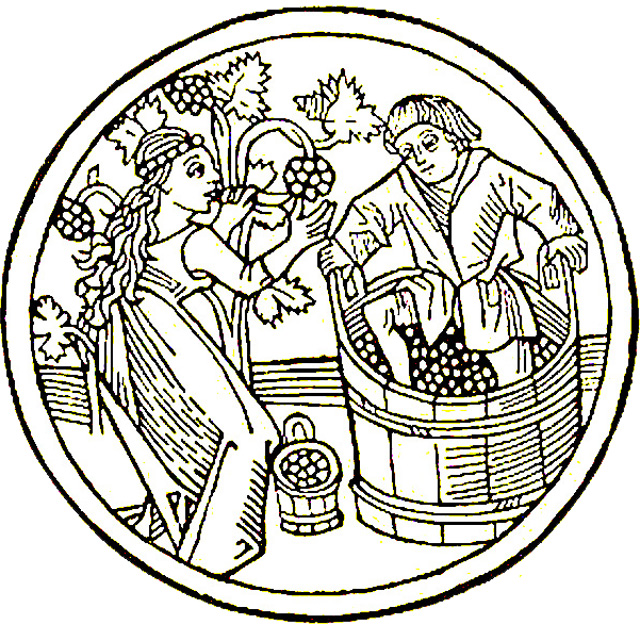
Vendange, gravure du calendrier de Schäffler, Ulm, 1498
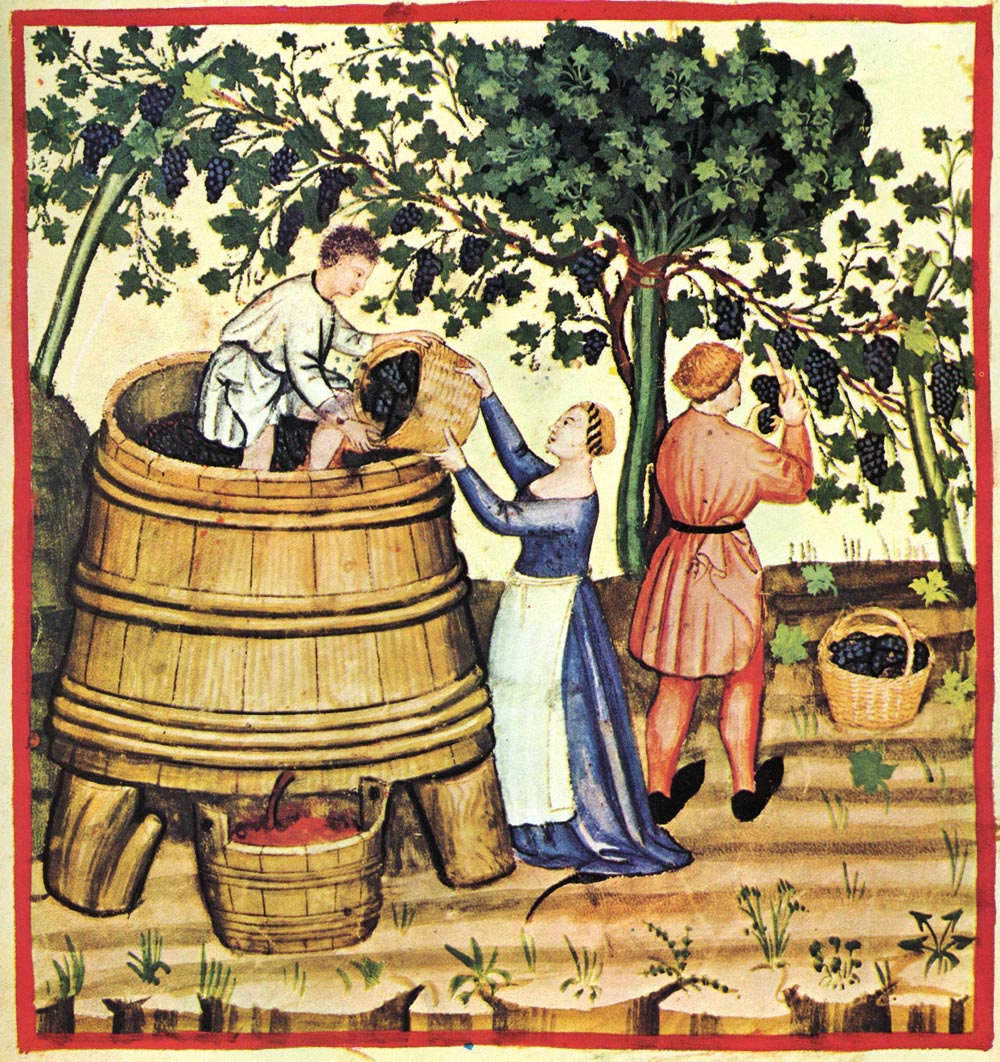
Les vendanges au XIVe siècle
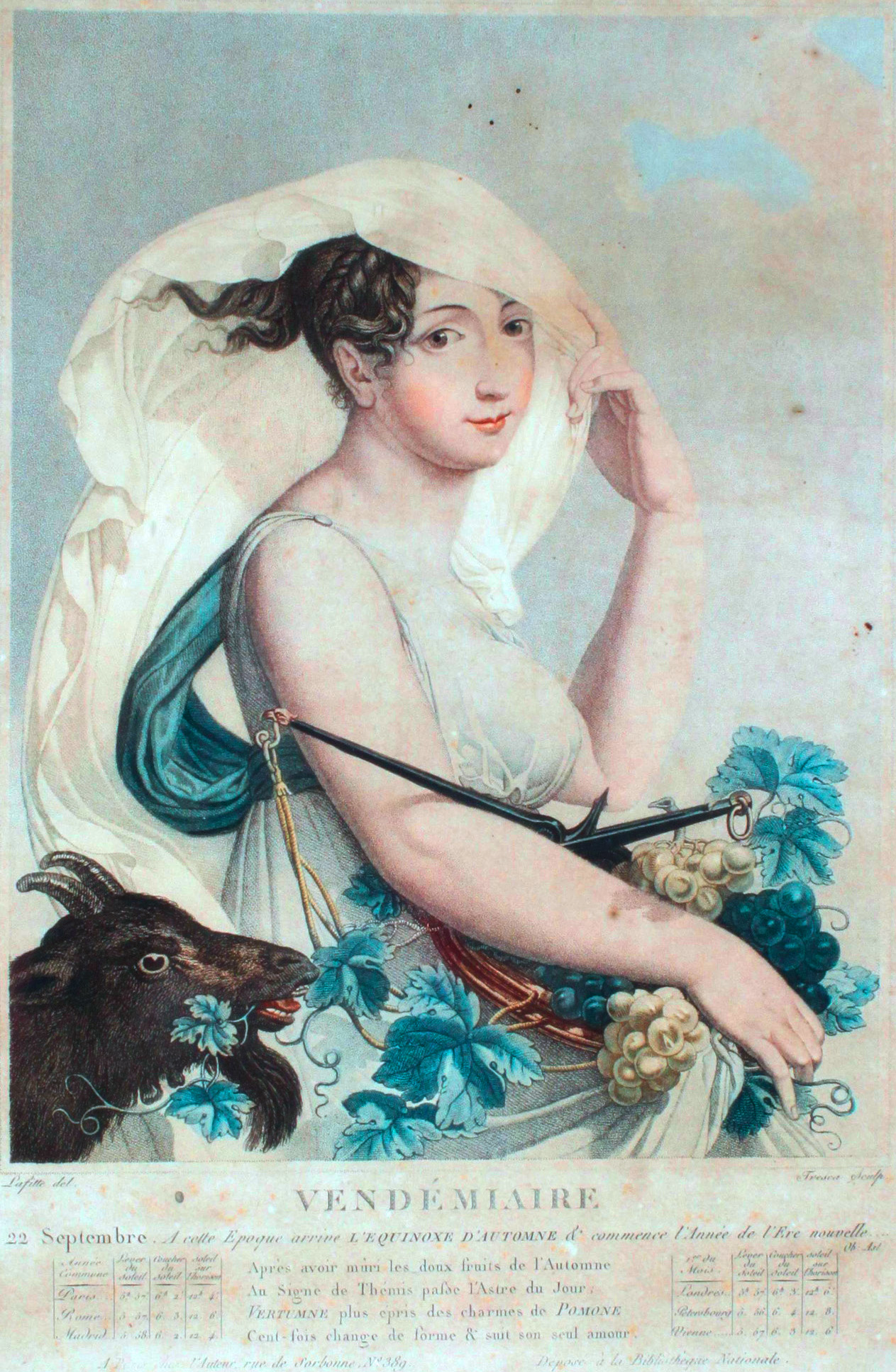
Vendangeuse au temps de Vendémiaire

  - Vendange, gravure du calendrier de Schäffler, Ulm, 1498
  - Les vendanges au XIVe siècle
  - Vendangeuse au temps de Vendémiaire

## Octobre

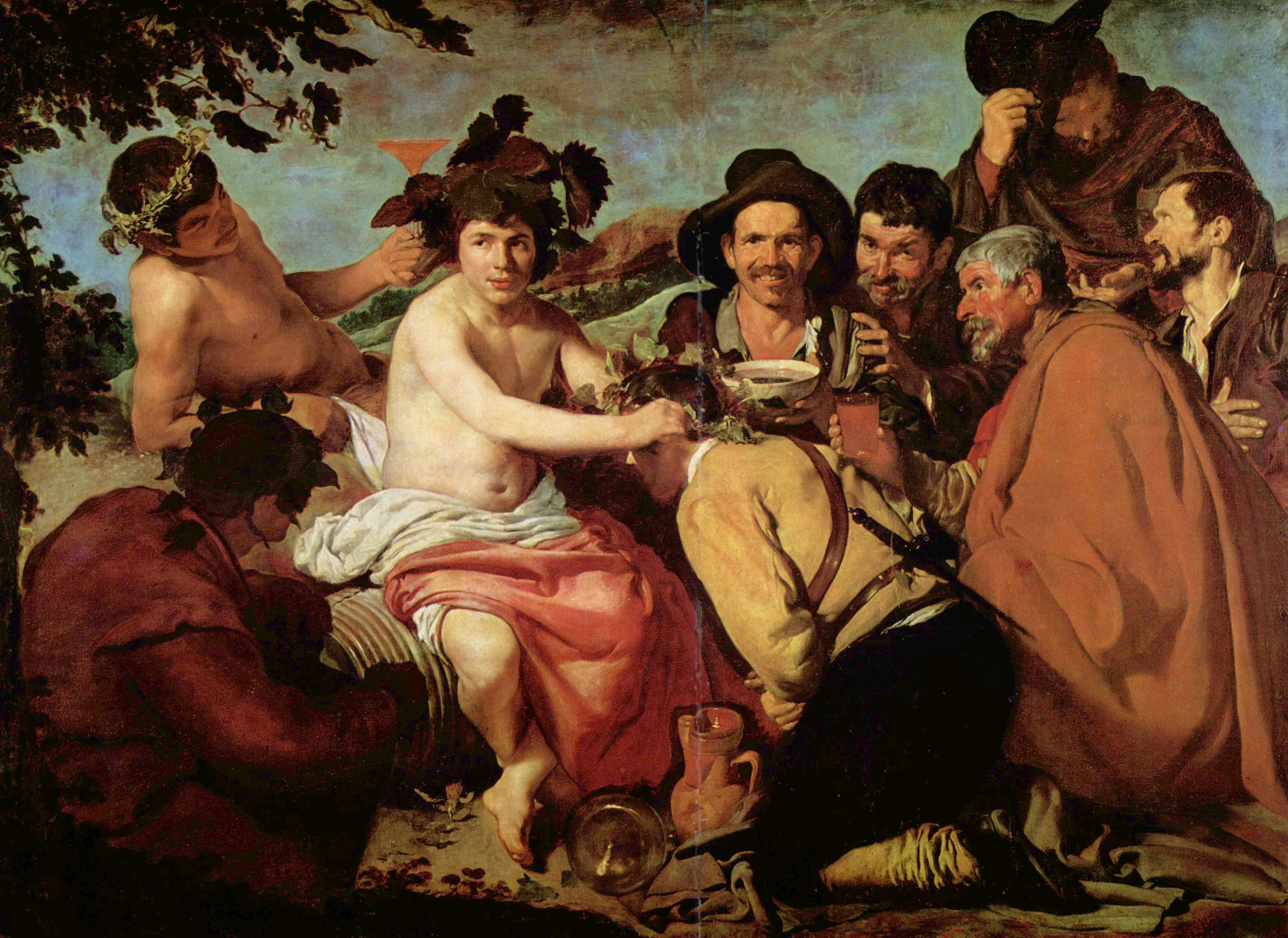
Diego Velázquez, Les ivrognes

Il faut activer les dernières vendanges et s'occuper du vin en cave. 
- Entre la saint Michel et la saint François[N 39], prends la vigne telle qu'elle est, à la saint Denis[N 40], prends là encore si elle y est.
- En octobre, le tonnerre annonce vendanges prospères[33].
- Si Saint-Gall[N 41] coupe le raisin, c'est mauvais signe pour le vin[34].
- Vin de Saint Michel est vin de seigneurs, vin de Saint Gall, est vin de paysans[20].
- À la saint Luc[N 42], tue tes pourceaux et bonde bien tes tonneaux[17].
- Quand octobre est dans sa fin, dans la cuve est le raisin[33].

## Novembre

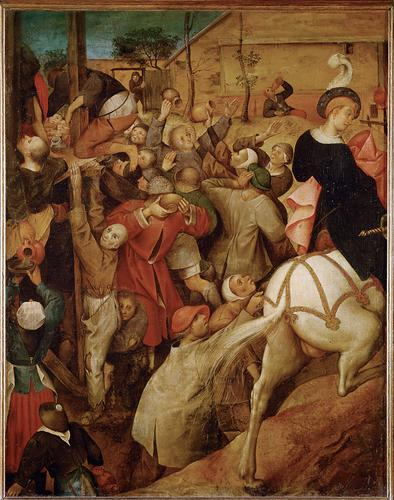
Pieter Bruegel, Le vin de la Saint-Martin, 1568

C'est l'évènement : le vin est prêt à être bu et tout un chacun se risque à avoir le « mal de la saint Martin ».
- À la saint Mathurin[N 43], boit le vin et laisse l'eau pour le moulin.
- À la saint Martin[N 44], fait goûter le vin et laisse l'eau courre au moulin.
- À la saint Martin, tout moût passe pour bon vin[35].
- À la saint Martin, châtaignes et nouveau vin[36].
- À la saint Martin, tape[N 45] ton vin.
- À la saint Martin, goûte tes figues et bouche ton vin[37].

## Décembre
- Dans l'Avent, le temps chaud emplit caves et tonneaux.
- Jour de Noël humide, donne greniers et tonneaux vides.
- Quand Noël tombe un lundi, tout est perdu ; quand Noël est un mardi, pain et vin de toute part[38].
- Vœux pour Noël : Que la bûche réjouisse ! Demain c’est le jour du pain. Que tout bien entre ici, que les femmes enfantent, que les chèvres cabrident, que les brebis agnellent, qu’il y ait beaucoup de pain et de farine et de vin une pleine cuve[N 46].